# الفقر في اليابان
في اليابان، يتم تعريف الفقر النسبي على أنه الحالة التي يكون فيها دخل الأسرة مساوياً أو أقل من متوسط الدخل للأسرة المتوسطة. وفقًا لأرقام منظمة التعاون الاقتصادي والتنمية، يبلغ متوسط صافي الدخل المتاح للأسرة في اليابان 23,458 دولارًا أمريكيًا، وهو أعلى من متوسط الدول الأعضاء في منظمة التعاون الاقتصادي والتنمية البالغ 22,387 دولارًا أمريكيًا. على عكس العديد من الدول الحديثة الأخرى، لا يوجد في اليابان خط فقر رسمي، مما يجعل من الصعب الحصول على أرقام دقيقة عن أولئك الذين يعانون من ظروف الفقر. تشير التقديرات في عام 2006، باستخدام مسح حالة التوظيف، إلى أن 8.2% من الموظفين الدائمين يكسبون القليل بما يكفي لاعتبارهم فقراء عاملون. في أكتوبر 2009، أصدرت وزارة العمل اليابانية تقريرًا ذكر أن واحدًا تقريبًا من كل ستة يابانيين، أي 22 مليون شخص، يعيشون في فقر.

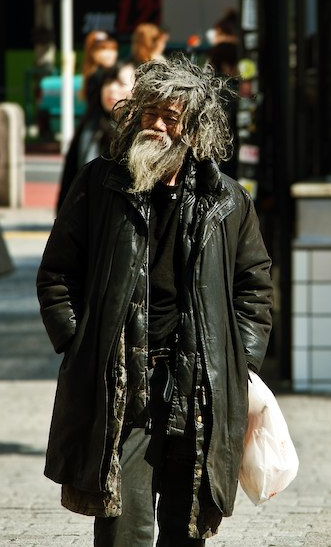
رجل مشرد في شيبويا، طوكيو

تقدمت وزارة الرعاية الاجتماعية اليابانية بطلب في الميزانية الوطنية في عام 2012 للتوصل إلى مؤشر جديد للفقر. وقد تم تقديم هذا الطلب حتى يشمل الرقم القياسي الجديد العوامل المهمة المؤثرة على الفقر، وهي الصحة والغذاء والملبس والأحوال المعيشية. وفي عام 2013، سجلت الحكومة اليابانية معدلات فقر نسبية بلغت 16%. وكان هذا هو الأعلى على الاطلاق. وأظهرت دراسة أخرى أن واحدة من كل 3 نساء يابانيات تتراوح أعمارهن بين 20 و64 عامًا وتعيش بمفردها تعيش في فقر. اليابان لديها بعض أعلى معدلات فقر الأطفال في العالم المتقدم، وفقًا لتقرير اليونيسف. وقد صنفت اليابان في المرتبة 34 من بين 41 دولة صناعية. وفقًا لإحصائيات وزارة الصحة اليابانية، اعتبارًا من مايو 2017، يعيش 16% من الأطفال اليابانيين تحت خط الفقر.

## فقر الأطفال
فيما يتعلق بفقر الأطفال في اليابان، تشير التقديرات إلى أن 3.5 مليون طفل ياباني - أو واحد من كل ستة من أولئك الذين تصل أعمارهم إلى 17 عامًا - ينتمون إلى أسر تعاني من الفقر النسبي، والذي تحدده منظمة التعاون الاقتصادي والتنمية بأنهم أولئك الذين لديهم دخل يعادل أو أقل من نصف متوسط الدخل القومي  لكن، وفقًا لإحصاءات وزارة الصحة اليابانية، كما في مايو 2017، يعيش 16 بالمائة من الأطفال اليابانيين تحت خط  تمتلك اليابان بعضًا من أعلى معدلات فقر الأطفال في العالم المتقدم، وفقًا لتقرير، اليونيسف الصادر في أبريل 2016 والذي صنف اليابان في المرتبة 34 من بين 41 دولة  وتشير التقديرات أيضًا إلى أن 200 ألف فقط من بين 3.5 مليون طفل فقير يتلقون إعالة الطفل.